# 石橋 (能劇)

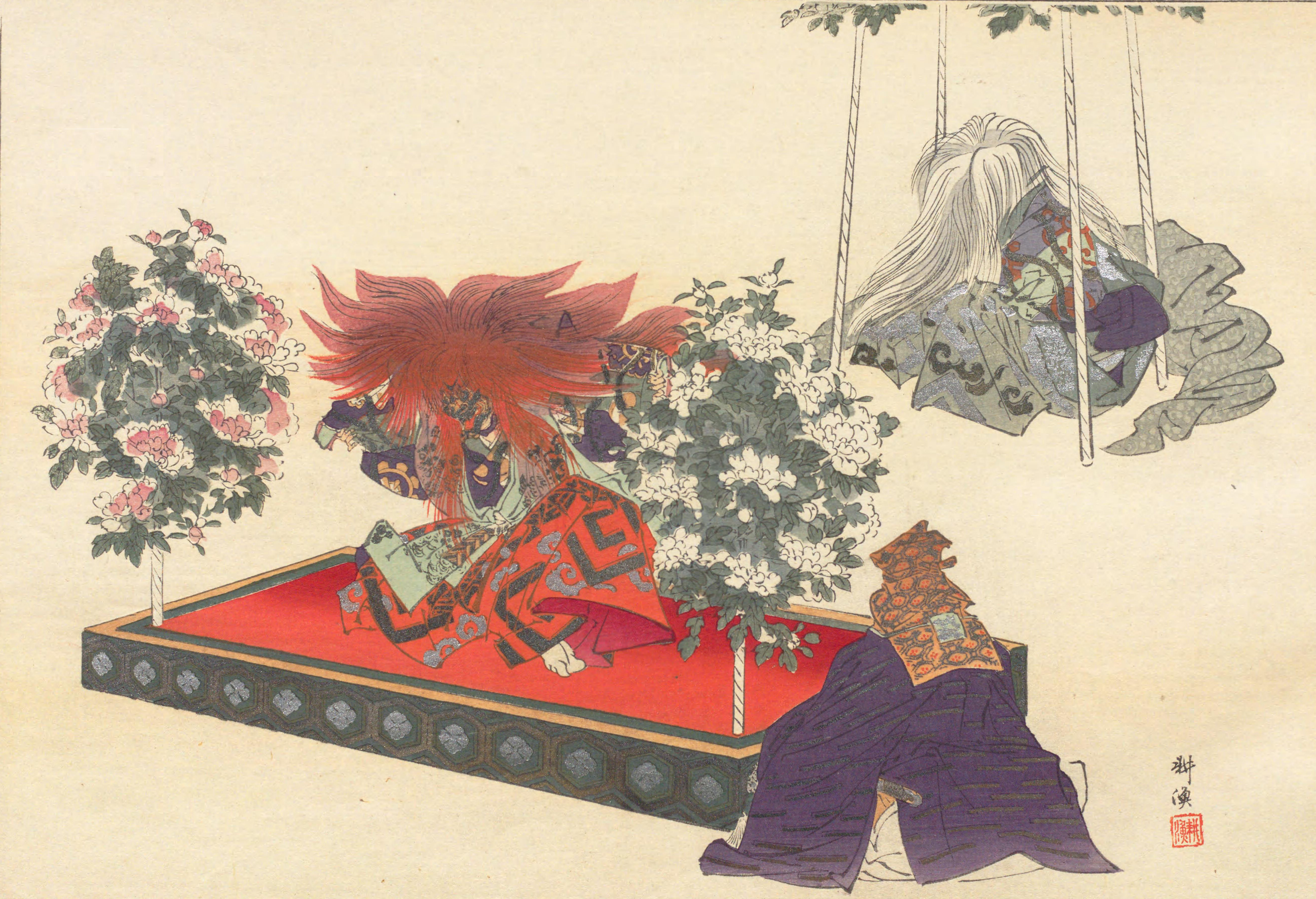
月岡耕漁描繪的扮演獅子的演員在牡丹叢中舞動的場景。

石橋（日语：／）是能劇的劇目之一。作者不詳。劇目演繹了日本寂昭法師在中國清涼山目睹奇跡的故事。在劇目影響下，誕生了一批被稱爲「石橋物」的歌舞伎作品。

## 故事梗概
一心求佛的寂昭法師在清涼山附近的一座石橋旁遇到一位樵夫。樵夫說石橋對面就是文殊菩薩的道場，並以石橋狹長難渡比喻修行的不易。樵夫讓寂昭在此處等候，稱將有奇跡顯現，説完就消失了。
後半段演出以舞蹈的形式展現了文殊菩薩的坐騎獅子在牡丹叢中嬉戲的場景。這部分故事經常作爲「半能」單獨上演。在一些流派中，也有兩隻獅子一起出場的演繹。

## 影響
由該劇目衍生出一批歌舞伎作品，合稱「石橋物」。早期作品原作色彩較淺，如1734年首演的相生獅子（／）、1742年首演的枕獅子（／）等。至明治時期，出現了更加接近原作的作品，如1874年首演的連獅子（／）、1893年首演的春興鏡獅子（／）等。